# Festos
Festos (gr. Δήμος Φαιστού, Dimos Festu) – gmina w Grecji, na Krecie, w administracji zdecentralizowanej Kreta, w regionie Kreta, w jednostce regionalnej Heraklion. Siedzibą gminy jest Mires, a siedzibą historyczną jest Timbaki. W 2011 roku liczyła 24 466 mieszkańców. Powstała 1 stycznia 2011 roku w wyniku połączenia dotychczasowych gmin: Mires, Timbaki i Zaros.